# HD 6718
HD 6718 är en ensam stjärna och soltvilling belägen i den mellersta delen av stjärnbilden Valfisken. Den har en skenbar magnitud av ca 8,45 och kräver ett teleskop för att kunna observeras. Baserat på parallax enligt Gaia Data Release 2 på ca 19,4 mas, beräknas den befinna sig på ett avstånd på ca 168 ljusår (ca 51 parsek) från solen. Den rör sig bort från solen med en heliocentrisk radialhastighet på ca 35 km/s.

## Egenskaper
HD 6718 är en gul till vit stjärna i huvudserien av spektralklass G5 V, som har en mycket låg magnetisk aktvitet i kromosfären och metallicitet liknande solens. Såsom soltvilling har HD 6718 massa, radie och luminositet mycket nära lika med solens och har en effektiv temperatur av ca 5 700 K.

## Planetssystem
År 2009 upptäcktes en mindre följeslagare (HD 6718 b) med en minsta massa på 1,56 jupitermassa i omloppsbana kring stjärnan med en omloppsperiod på 6,83 år. År 2020 mättes lutningen hos objektet, vilket visade att dess sanna massa är 62,8 jupitermassor, vilket gör den till en brun dvärg.
| Planet | Massa                 | Halv storaxel (AE) | Siderisk omloppstid (d) | Excentricitet      | Inklination     | Radie |
| ------ | --------------------- | ------------------ | ----------------------- | ------------------ | --------------- | ----- |
| b      | 62.79+16.98 −13.80 MJ | 3.56+0.24 −0.15    | 2496±176                | 1.488+0.410 −0.310 | 0.10+0.11 −0.04 | -     |